# 牛惠兰
牛惠兰（1951年—），山东济南人，汉族，中华人民共和国政治人物、第十一届全国人民代表大会山东地区代表。
毕业于中央党校函授学院法律专业。加入民建。担任济宁市政协副主席。2008年起担任全国人大代表。